# Saint-Georges-de-Luzençon
Saint-Georges-de-Luzençon is een gemeente in het Franse departement Aveyron (regio Occitanie). De plaats maakt deel uit van het arrondissement Millau. Saint-Georges-de-Luzençon telde op 1 januari 2022 1.584 inwoners.

## Geografie
De oppervlakte van Saint-Georges-de-Luzençon bedroeg op 1 januari 2022 47,73 vierkante kilometer; de bevolkingsdichtheid was toen 33,2 inwoners per km².
De onderstaande kaart toont de ligging van Saint-Georges-de-Luzençon met de belangrijkste infrastructuur en aangrenzende gemeenten.

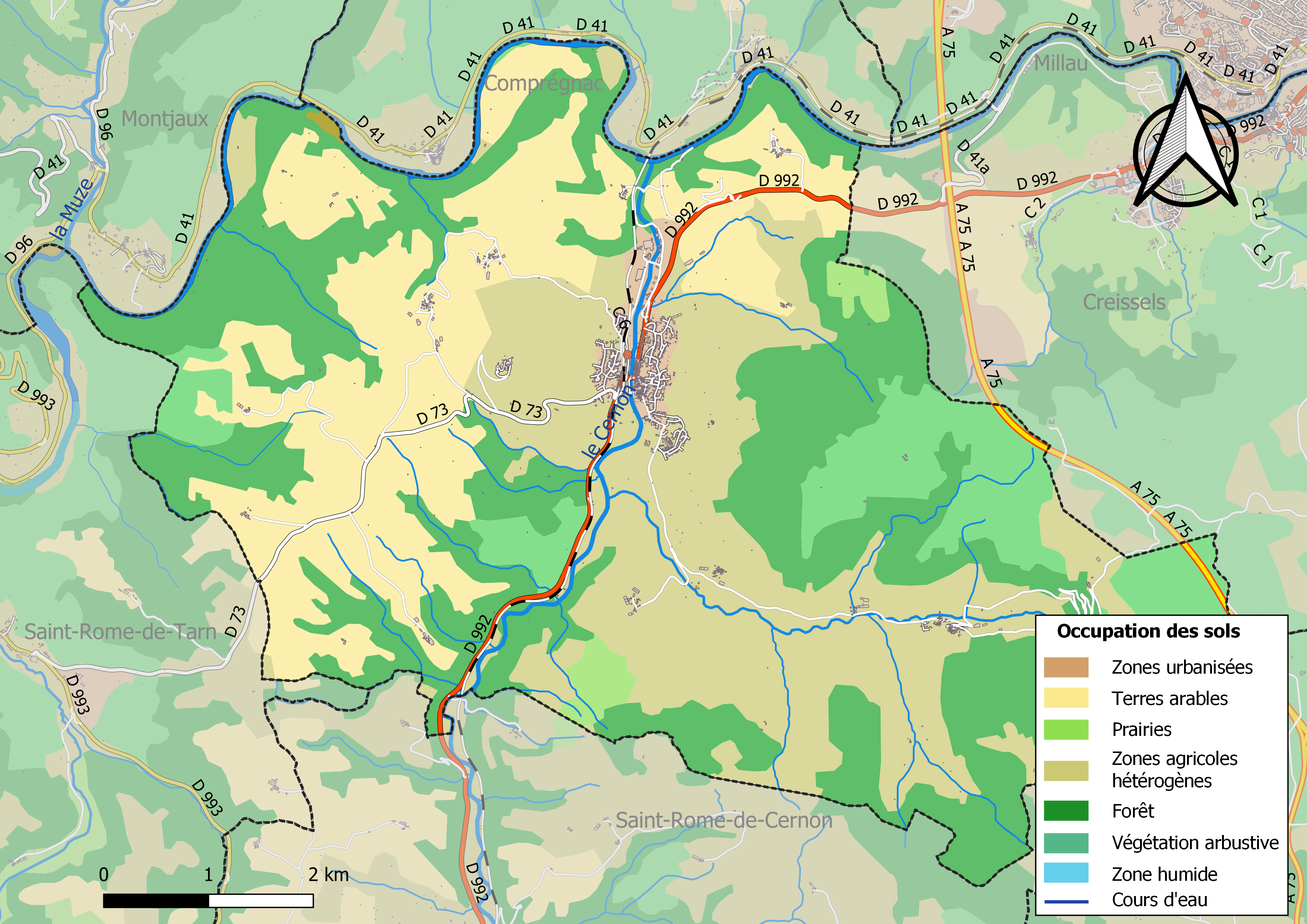

## Verkeer
In de gemeente ligt de spoorweghalte Saint-Georges-de-Luzençon.

## Demografie
Onderstaande figuur toont het verloop van het inwonertal (bron: INSEE-tellingen).

Vanwege een beveiligingsprobleem met de MediaWiki Graph-software is het momenteel niet mogelijk deze grafiek weer te geven. Zodra de software is bijgewerkt zal de grafiek vanzelf weer zichtbaar worden.